# Aron Chneer
Aron Chneer (letton : Ārons Šneiers, en russe : Аро́н Ильи́ч Шне́ер) (né en 1951 à Ludza, République socialiste soviétique de Lettonie) est un historien, auteur de plusieurs ouvrages et publications diverses sur la Seconde Guerre mondiale, collaborateur de l'institut national de la mémoire des victimes du nazisme et des héros de la résistance, le «Mémorial de Yad Vashem» (Israël).

## Biographie
Aron Chneer est né en 1951 dans la ville de Ludza en Lettonie. Sa famille, qui vivait en Lettonie, perdit 64 de ses membres, exécutés par les nazis durant la Seconde Guerre mondiale.
Aron Chneer termina, en 1975, à Daugavpils en Lettonie, ses études à la faculté de philologie, d'histoire et de pédagogie, puis il étudia à la faculté d'histoire de Riga en Lettonie jusqu'en 1984. 
Depuis 1990 il vit à Jérusalem. Il travaille au «Mémorial de Yad Vashem».
Il est l'auteur notamment, de deux ouvrages intitulés «Captivité» (Israël, 2003), consacrés à la tragédie des prisonniers de guerre soviétiques en 1941—1945.
En 2013 lui fut décernée la Médaille Pouchkine.

## Liens
- (ru) Aron Chneer (Арон Шнеер)., Captivité, vol. I, II, Мосты культуры / Гешарим,‎ 2005, 624 p. (ISBN 978-5-93273-195-6, lire en ligne)
- (ru) QAron Chneer (Арон Шнеер), « Liste de publications (Список публикаций на сайте) », Сайт «Заметки по еврейской истории» (consulté le 8 octobre 2013)Site web : liste de ses publications
- Евреи в Красной Армии в годы Гражданской войны 1918—1922 гг. Глава из книги «Плен. Советские военнопленные в Германии, 1941—1945» (Les Juifs dans l'Armée rouge durant la guerre civile de 1918-1922, chapitre du livre « Captivité ».)

- Notice dans un dictionnaire ou une encyclopédie généraliste :   - Deutsche Biographie
- Notices d'autorité :   - VIAF
  - ISNI
  - BnF (données)
  - IdRef
  - LCCN
  - GND
  - Pays-Bas
  - Pologne
  - Israël
  - NUKAT
  - Tchéquie
  - Lettonie
  - WorldCat